# قطعنامه ۲۰۷۷ شورای امنیت
قطعنامهٔ ۲۰۷۷ شورای امنیت سازمان ملل متحد سندی بین‌المللی دربارهٔ وضعیت در سومالی است. این قطعنامه طی نشست شورای امنیت سازمان ملل متحد در تاریخ ۲۱ نوامبر ۲۰۱۲ میلادی با ۱۵ رأی موافق، ۰ مخالف و ۰ ممتنع به تصویب رسید.